# Туваль, Михаил
Михаил Туваль (род. 1971, Ленинград) — израильский историк-филолог и религиовед, доктор наук и независимый исследователь. Специалист по истории эллинистического и римского Ближнего Востока, евреев, иудаизма и иудейской литературы греко-римской эпохи, Нового Завета, исторической фигуры Иисуса из Назарета, апостола Павла, истоков христианства и раввинистического иудаизма. Исследователь истории евреев греко-римской диаспоры, их греческого языка и теологических парадигм.

## Биография
Туваль родился в Санкт-Петербурге в 1971 году в семье потомственных врачей, жил в Мурманске и репатриировался в Израиль в 1991 году. Отец пятерых детей; проживает в деревне Эц Эфраим в Самарии, Израиль.

## Образование
В 1989—1991 учился на историко-филологическом факультете Мурманского педагогического института. В 1998 году окончил с высшим отличием Бар-Иланский университет, где изучал историю Ближнего Востока, арабский и английский языки. В 2003 году окончил с отличием магистратуру по иудаизму периода Второго Храма на кафедре еврейской истории в Еврейском Университете в Иерусалиме, научный руководитель — профессор Даниэль Р. Шварц. Там же в 2012 году защитил докторскую диссертацию, научный руководитель — профессор Даниэль Р. Шварц. В 2013 году докторская диссертация Туваля была издана на английском языке издательством Mohr Siebeck в Германии: From Jerusalem Priest to Roman Jew: On Josephus and the Paradigms of Ancient Judaism.

## Научная карьера
2005—2010 — преподаватель Еврейского Университета в Иерусалиме на кафедре еврейской истории и в Школе иностранных студентов им. Ротберга при Еврейском Университете в Иерусалиме.
2006—2009 — младший научный сотрудник в Центре Схолион Еврейского Университета в Иерусалиме, где исследовал трансформацию античного иудаизма «Из религии Храма в религию общины».

Благодарность Михаилу Тувалю от издательства за работу над New Revised Standard Version Updated Edition Bible

2006—2008 — координатор преподавания проекта «Еврейское самосознание», Центр Чейза по преподаванию иудаики на русском языке (Еврейский университет в Иерусалиме).
2008—2012 — исследователь эллинистического иудаизма, раннего христианства и иудео-греческих семантических сдвигов и парадигм, под руководством профессора Александра Кулика в Еврейском Университете в Иерусалиме.
2011—2012 — Стипендиат Орион-центра по изучению Свитков Мёртвого моря и сопутствующей литературы (Еврейский университет в Иерусалиме). Тема исследования: «Жрецы как лидеры иудаизма у Флавия Иосифа и в Свитках Мёртвого моря».
В 2012—2013 — научный сотрудник по приглашению в Университете г. Фрибурга, научный руководитель — Макс Кюхлер.
В 2013—2015 — научный сотрудник по приглашению в Мюнхенском университете Людвига-Максимилиана, научный руководитель — Лорен Т. Штукенбрук.
2015—2016 — Исследование по теме «Изучение диаспорального иудаизма на примере апостола Павла», при поддержке Мемориального фонда еврейской культуры (премия Урбаха).
2021 — переводчик-редактор 1 Maccabees (1 Книги Маккавеев) для New Revised Standard Version Updated Edition Bible.
Регулярно выступает на научных конференциях в разных странах, а также как приглашенный лектор на различных публичных мероприятиях.
Михаил Туваль — независимый исследователь, гид-экстремал и первопроходец, специализирующийся на малоизвестных и труднодоступных историко-археологических объектах Израиля и Средиземноморья. Исследователь Иудейской пустыни, Иордании и Синая.

## Библиография: книги

Туваль М. Синагога гигантов. Как маги, фарисеи и прозелиты изменили мир. — Иерусалим, 2022.